# ¡Súper huevos revueltos!
¡Súper huevos revueltos! es un libro infantil escrito en el año 1953 por Dr. Seuss.

## Argumento
Se trata de un chico llamado Peter T. Hooper, quien hace huevos revueltos preparados a partir de huevos de diversas aves exóticas.

## Críticas
Ruth Barlow, de la revista Christian Science Monitor calificó esta obra como un "gran espectáculo alegre"
También recibió críticas positivas de Chicago Tribune y New York Herald Tribune para las ilustraciones de las aves de Seuss.
Phillip Nel, en su libro Dr. Seuss: Icono americano, escribió que ¡Super Huevos Revueltos! fue uno de los libros menos políticamente orientadas de Seuss.